# Russische Verteidigung
Bei der Russischen Verteidigung (manchmal auch Petrow-Verteidigung genannt) handelt es sich um eine Eröffnung des Schachspiels; sie zählt zu den Offenen Spielen.
Die Russische Verteidigung beginnt mit den Zügen:
1. e2–e4 e7–e5
2. Sg1–f3 Sg8–f6
Nach 3. Sb1–c3 kann sie über das Dreispringerspiel ins Vierspringerspiel übergehen. Nach 3. Lf1–c4 ergeben sich Varianten des Läuferspiels und – wenn Schwarz 3. … Sc6 zieht – des Zweispringerspiels im Nachzug.

## Hintergrund
Die Russische Verteidigung wurde nach den beiden russischen Schachmeistern Petrow (1794–1867) und Jänisch (1813–1872) benannt. Diese haben als erste eine genaue Untersuchung dieser Eröffnung durchgeführt.
Die Russische Verteidigung gilt von jeher als solide, zwingt den Schwarzen aber in vielen Abspielen zu großer Genauigkeit. Sie ist allerdings durch ihre Beliebtheit in der aktuellen Weltspitze auch schon weit ausanalysiert und gehört beispielsweise zum Standardrepertoire von Wladimir Kramnik, Michael Adams, Viswanathan Anand und war – in dessen aktiver Zeit – eine der Hauptwaffen des langjährigen Schachweltmeisters Anatoli Karpow.

## Hauptvarianten
- Das naheliegende 3. Sf3xe5 (ECO-Code C42) ist das Klassische System der Russischen Verteidigung. Der Zwischenzug 3. … d7–d6 (das seltene 3. … Sb8–c6 wird als Stafford-Gambit bezeichnet) führt nach 4. Se5–f3 Sf6xe4 oft weiter zu 5. d2–d4 d6–d5 6. Lf1–d3 Lf8–e7 (Schwarz vermeidet eine potentielle Fesselung seines Springers auf e4. Dem Läufer stehen später je nach Situation die Felder f6 oder h4 zur Verfügung. Alternativ, wenn auch riskanter, weil schärfer, ist 6. … Lf8–d6 spielbar.) 7. 0–0 Sb8–c6. 8. c2–c4 Sc6–b4 9. Ld3–e2 0–0 10. a2–a3 oder 8. Tf1–e1 Lc8–g4 9. c2–c4 unterminiert nun den Springer auf e4.

Ab dem Jahre 2000 etablierte sich 5. Sb1–c3. Diese Variante hat den Vorteil, dass Weiß nach 5. … Se4xc3 6. d2xc3 freies Figurenspiel für den Doppelbauern bekommt und rasch die Zentrallinien mit seinen Schwerfiguren besetzen kann. Weiß sollte seinen Springer nach d4 platzieren, aber vorher Lf4 spielen, weil Schwarz den aggressiven Springer nach Dd2 und 0–0–0 dann nicht mehr mit dem c-Bauern vertreiben kann, sondern seinen Springer erst nach e6 wandern lassen müsste. Weiß hemmt dadurch den schwarzen Bauernkomplex c7/d6. 6. … Lf8–e7 7. Lc1–f4 0–0 8. Dd1–d2 Sb8–d7 9. 0–0–0 Sd7–c5 10. Sf3–d4 beschreibt dies. 7. Lc1–e3 0–0 8. Dd1–d2 Sb8–d7 9. 0–0–0 Sd7–e5 10. h2–h4 orientiert auf weißen Bauernsturm am Königsflügel.
|   | a | b | c | d | e | f | g | h |   |
| 8 |   |   |   |   |   |   |   |   | 8 |
| 7 |   |   |   |   |   |   |   |   | 7 |
| 6 |   |   |   |   |   |   |   |   | 6 |
| 5 |   |   |   |   |   |   |   |   | 5 |
| 4 |   |   |   |   |   |   |   |   | 4 |
| 3 |   |   |   |   |   |   |   |   | 3 |
| 2 |   |   |   |   |   |   |   |   | 2 |
| 1 |   |   |   |   |   |   |   |   | 1 |
|   | a | b | c | d | e | f | g | h |   |

Das Cochrane-Gambit nach 5. d2–d4
- Originell, wenn auch zweischneidig, ist das von John Cochrane eingeführte und von David Bronstein sowie Alvis Vītoliņš weiterentwickelte Gambit 3. Sf3xe5 d7–d6 4. Se5xf7 Ke8xf7 5. d2–d4. Weiß erlangt für den Materialverlust (Springer gegen zwei Bauern) die Initiative im Zentrum und Angriffsaussichten aufgrund der schlechten Königsstellung von Schwarz.

- Das von Wilhelm Steinitz eingeführte 3. d2–d4 (ECO-Code C43) hat die Antworten 3. … Sf6xe4 4. Lf1–d3 d7–d5 5. Sf3xe5 Lf8–d6 6. 0–0 0–0 und 3. … e5xd4 4. e4–e5 Sf6–e4 5. Dd1xd4 d7–d5 6. e5xd6 Se4xd6.

- 3. Lf1–c4 Sf6xe4 4. Sb1–c3 ist das nach Lionel Kieseritzky und Samuel Boden benannte Boden-Kieseritzky-Gambit. 4. … Se4xc3 5. d2xc3 f7–f6 nimmt das Boden-Kieseritzky-Gambit an. Weiteres 6. Sf3–h4 g7–g6 7. f2–f4 Dd8–e7 8. f4–f5 De7–g7 9. Dd1–g4 Ke8–d8 dringt nicht durch. Einfacher ist aber 4. … Sc6! mit Übergang in das Italienische Vierspringerspiel. Denn bei der nachträglichen Annahme des Boden-Kieseritzky-Gambit nach 5. 0–0 Se4xc3 6. d2xc3 ist nun der schwarze Bauer e5 gedeckt und deshalb die Abwehr von Sg5 durch 6. … Lf8–e7 möglich.

## Eröffnungsfallen
|   | a | b | c | d | e | f | g | h |   |
| 8 |   |   |   |   |   |   |   |   | 8 |
| 7 |   |   |   |   |   |   |   |   | 7 |
| 6 |   |   |   |   |   |   |   |   | 6 |
| 5 |   |   |   |   |   |   |   |   | 5 |
| 4 |   |   |   |   |   |   |   |   | 4 |
| 3 |   |   |   |   |   |   |   |   | 3 |
| 2 |   |   |   |   |   |   |   |   | 2 |
| 1 |   |   |   |   |   |   |   |   | 1 |
|   | a | b | c | d | e | f | g | h |   |

Früher Reinfall: Damengewinn nach 5. Se5–c6+
Diese typische Eröffnungsfalle führt zu einem frühen Partieverlust:
3. Sf3xe5 Sf6xe4?!
4. Dd1–e2 Se4–f6??
denn nach 5. Se5–c6+ muss Schwarz seine Dame geben. Der richtige Zug ist 4. … Dd8–e7. Nach 5. De2xe4 d7–d6 6. d2–d4 dxe5 wird Schwarz den Springer auf Kosten eines Bauern zurückgewinnen. Diese Variante – das sogenannte Damiano-Gambit – gilt als riskant, wird aber durchaus auch von einigen starken Spielern angewendet. Zu den Experten dieser Eröffnung zählten bzw. zählen der 2024 verstorbene österreichische Internationale Meister Friedrich Karl Volkmann und Wladimir Afromejew.